# Landesregierung Wallner I
Die Landesregierung Wallner I war die Vorarlberger Landesregierung unter der Führung von Landeshauptmann Markus Wallner (ÖVP) von September 2011 bis Oktober 2014. Die neuen Mitglieder der Landesregierung wurden nach dem Rücktritt des  bisherigen Landeshauptmanns Herbert Sausgruber in einer Sondersitzung des 29. Vorarlberger Landtags am 7. Dezember 2011 gewählt.
Markus Wallner, der in der Landesregierung Sausgruber IV Landesstatthalter war, übernahm nach Sausgrubers Rücktritt dessen Amt als Landeshauptmann. Neuer Landesstatthalter wurde der bisherige Landesrat Karlheinz Rüdisser. Wallners bisherige Agenden als Gesundheitslandesrat übernahm der neu in die Regierung gewählte bisherige Klubobmann der ÖVP im Landtag, Rainer Gögele.
Gögele trat knapp ein halbes Jahr nach Regierungsantritt am 1. Juni 2012 überraschend als Gesundheitslandesrat zurück. Als sein Nachfolger wurde in der Landtagssitzung am 6. Juni Christian Bernhard, der bisherige Landessanitätsdirektor im Amt der Vorarlberger Landesregierung, angelobt. Als Gesundheitsexperte übernahm dieser allerdings nur die Ressorts Gesundheit und Behindertenhilfe seines Vorgängers, die Ressorts Hochbau, Maschinenbau, Elektrotechnik, Seilbahnen und Aufzugstechnik wurden dagegen in den Aufgabenbereich von Landesrätin Andrea Kaufmann übertragen.
Ebenfalls vor Ablauf der Legislaturperiode trat Landesrat Siegmund Stemer, der bereits seit dem Jahr 1997 der Vorarlberger Landesregierung angehört hatte, am 6. November 2012 zurück. Seine Nachfolgerin als Landesrätin wurde am 14. November die bisherige Landtagspräsidentin Bernadette Mennel.
Ein weiterer Wechsel in der Regierung erfolgte im Mai 2013, als Andrea Kaufmann aus der Regierung ausschied, um das Amt der Dornbirner Bürgermeisterin antreten zu können. Ihr Nachfolger wurde daraufhin am 8. Mai 2013 der bisherige Gemeindeverbandspräsident und Schlinser Bürgermeister Harald Sonderegger.

## Regierungsmitglieder
| Amt                                                     | Bild | Name                                              | Partei | Partei | Zuständigkeitsbereiche |
| ------------------------------------------------------- | ---- | ------------------------------------------------- | ------ | ------ | --- |
| Landeshauptmann                                         |      | Markus Wallner                                    |        | ÖVP    | Personal, Finanzangelegenheiten, Vermögensverwaltung, Gebarungskontrolle, Regierungsdienste, Europaangelegenheiten und Außenbeziehungen, Feuerwehren, Hilfs- und Rettungswesen, Katastrophenbekämpfung                                                                                                 |
| Landesstatthalter                                       |      | Karlheinz Rüdisser                                |        | ÖVP    | Wirtschafts- und Arbeitsmarktpolitik, Wirtschaftsrecht, Tourismus, Verkehrspolitik, Verkehrsrecht, Wohnbauförderung, Raumplanung und Baurecht, Gemeindeentwicklung, Straßenbau |
| Landesrätin                                             |      | Greti Schmid                                      |        | ÖVP    | Familie, Frauen, Jugend, Kinder und Senioren, Soziales, Generationen, Entwicklungszusammenarbeit und Osthilfe, Informatik, Telekommunikationspolitik |
| Landesrat                                               |      | Erich Schwärzler                                  |        | ÖVP    | Land- und Forstwirtschaft, Umweltschutz, Inneres, Sicherheit und Integration, Natur-, Umwelt- und Gewässerschutz, Energieautonomie und Klimaschutz, Veterinärangelegenheiten, Tierschutz, Jagd und Fischerei, Wasserwirtschaft und Abfallwirtschaft, Wildbach- und Lawinenverbauung, Katastrophenfonds |
| Landesrat                                               |      | Christian Bernhard ab 6. Juni 2012                |        | ÖVP    | Gesundheit, Behindertenhilfe |
| Landesrätin                                             |      | Bernadette Mennel ab 14. November 2012            |        | ÖVP    | Gesetzgebung, Bildung, Schule, Kindergärten, Amtsführender Präsident des Landesschulrates für Vorarlberg, Sport |
| Landesrat                                               |      | Harald Sonderegger ab 5. Mai 2013                 |        | ÖVP    | Kultur, Wissenschaft und Studienförderung, Weiterbildung, Archiv- und Bibliothekswesen, Musikschulen, Hochbau, Maschinenbau, Elektrotechnik, Seilbahnen und Aufzugstechnik |
| Vorzeitig ausgeschiedene Mitglieder der Landesregierung |      |                                                   |        |        | |
| Landesrat                                               |      | Rainer Gögele ausgeschieden am 1. Juni 2012       |        | ÖVP    | Gesundheit, Behindertenhilfe, Hochbau, Maschinenbau, Elektrotechnik, Seilbahnen und Aufzugstechnik |
| Landesrat                                               |      | Siegmund Stemer ausgeschieden am 6. November 2012 |        | ÖVP    | Gesetzgebung, Bildung, Schule, Kindergärten, Amtsführender Präsident des Landesschulrates für Vorarlberg, Sport |
| Landesrätin                                             |      | Andrea Kaufmann ausgeschieden am 3. Mai 2013      |        | ÖVP    | Kultur, Wissenschaft und Studienförderung, Weiterbildung, Archiv- und Bibliothekswesen, Musikschulen. Ab 6. Juni 2012 auch: Hochbau, Maschinenbau, Elektrotechnik, Seilbahnen und Aufzugstechnik |